# Деми, Жак
Жак Деми́ (фр. Jacques Demy; 5 июня 1931, Поншато, Атлантическая Луара, Третья французская республика — 27 октября 1990, Париж, Франция) — французский кинорежиссёр и сценарист.

## Биография
Родился в провинциальном городке на атлантическом побережье, что впоследствии нашло отражение во многих его фильмах.
Деми известен как автор музыкальных фильмов. Наиболее известны четыре его ранних картины — полнометражный дебют «Лола» (1961) с Анук Эме в главной роли, «Залив ангелов» (1963) с Жанной Моро, «Шербурские зонтики» (1964) с Катрин Денёв и «Девушки из Рошфора» (1967) с Катрин Денёв и Франсуазой Дорлеак. Все четыре фильма были музыкальными. Некоторые из песен, написанных композитором Мишелем Леграном, стали широко известны. Самым успешным фильмом из этих четырёх стали «Шербурские зонтики». Первый цветной фильм Деми (до этого режиссёр работал с оператором Раулем Кутаром, который снимал на чёрно-белую плёнку) принёс ему «Золотую пальмовую ветвь» Каннского кинофестиваля и четыре номинации на «Оскар».
В 1969 году Деми поставил в США свой первый англоязычный фильм — «Ателье моделей», а следом за этим, снова во Франции, — «Ослиную шкуру» по сказке Шарля Перро.
В дальнейшем Деми работал как во Франции, так и в США, но его поздние фильмы не имели такого же успеха, как ранние ленты.
Жак Деми был женат на Аньес Варда. У пары родился один ребёнок — актёр Матьё. Художник по костюмам Розали — дочь Аньес от первого брака, официально удочерённая Деми.

### Смерть
По официальной версии, Деми скончался от рака. Однако в 2008 году стало известно, что реальная причина смерти — СПИД. Жак Деми не пожелал, чтобы истинная причина смерти раскрывалась.

## Фильмография
- 1961 — Лола / Lola
- 1962 — Семь смертных грехов / Les Sept péchés capitaux — эпизод «Похоть»
- 1963 — Залив ангелов / La Baie des anges
- 1964 — Шербурские зонтики / Les Parapluies de Cherbourg
- 1967 — Девушки из Рошфора / Les Demoiselles de Rochefort
- 1969 — Ателье моделей / Model Shop
- 1970 — Ослиная шкура / Peau d'âne
- 1972 — Флейтист-крысолов / The Pied Piper
- 1973 — Слегка беременный / L’Événement le plus important depuis que l’homme a marché sur la lune
- 1979 — Леди Оскар / Lady Oscar
- 1982 — Комната в городе[фр.] / Une chambre en ville
- 1985 — Парковка / Parking
- 1988 — Три билета на 26-е / Trois places pour le 26
- 1988 — Вертящийся столик / La Table tournante — совместно с Полем Гримо